# Între maluri (film)
Între maluri (în poloneză Między brzegami) este un film psihologic polonez din 1963 regizat de Witold Lesiewicz⁠(d) după un scenariu inspirat din povestirile „Między brzegami” („Între maluri”) și „Szewc Filip” („Cizmarul Filip”) publicate în volumul Między brzegami⁠(d) (Państwowy Instytut Wydawniczy, Varșovia, 1961) al lui Kazimierz Orłoś⁠(d). Filmul descrie evenimentele tragice dintr-un sat de pescari.

## Rezumat
O întâmplare tragică are loc într-un mic sat de pescari, situat pe o fâșie îngustă de pământ între lac și mare. Într-una din zile, când toți bărbații din sat sunt plecați la pescuit, bunicul Filip este mușcat de un șarpe, iar nepoata sa, micuța Madzia, care se juca pe câmp împreună cu alți copii, este grav rănită în urma exploziei unui obuz rămas din cel de-al Doilea Război Mondial. Bunicul îi roagă pe niște turiști tineri, care aveau o barcă cu motor, să o transporte pe fetiță la spital, dar tinerii refuză. În această situație, Filip traversează singur lacul cu o barcă cu vâsle și, în cele din urmă, reușește să ajungă la capătul puterilor la spital, unde medicul constată că fetița murise deja.

## Distribuție
- Kazimierz Fabisiak⁠(d) — bunicul Filip
- Maria Ciesielska⁠(d) — Maria
- Halina Czengery⁠(d) — soția lui Rudy, mama Madziei
- Ryszarda Hanin⁠(d) — fosta soție a lui Rudy, mama lui Piotrek
- Mirosława Wyszogrodzka — turista Zośka
- Ferdynand Matysik⁠(d) — Julek Kowalski
- Jerzy Pichelski⁠(d) — turistul Zygmunt
- Magdalena Czengery-Wołłejko — Madzia, fetița rănită
- Wanda Elbińska⁠(d) — turistă
- Marek Kondrat⁠(d) — Piotrek, fratele vitreg al Madziei
- Andrzej Krasicki⁠(d) — turist
- Barbara Marszel⁠(d) — turistă
- Joanna Walter⁠(d) — dna Kruszewska, mama lui Józek
- Marek Polakow — Józek Kruszewski
- Leon Pietraszkiewicz⁠(d) — tatăl Mariei
- Piotr Pawłowski — medicul
- Eugeniusz Robaczewski⁠(d) — bărbatul din local care sună la spital
- Tadeusz Waczkowski — turist
- Zdzisława Życzkowska — Kowalska, soția lui Julek
- Jolanta Czaplińska⁠(d) — femeie care vorbește la telefon (nemenționată)
- Damian Damięcki⁠(d) — pescarul Janek (nemenționat)
- Teodor Gendera⁠(d) — turistul de la standul de bere (nemenționat)
- Zdzisław Szymański⁠(d) — pescarul Rudy, tatăl Madziei și al lui Piotrek (nemenționat)

## Producție
Scenariul filmului a fost inspirat din povestirile „Między brzegami” („Între maluri”) și „Szewc Filip” („Cizmarul Filip”) publicate în volumul Między brzegami⁠(d) (Państwowy Instytut Wydawniczy, Varșovia, 1961) al lui Kazimierz Orłoś⁠(d) și a fost scris chiar de autorul lor. Filmările s-au desfășurat în anul 1962 în satul de vacanță Rowy⁠(d) și pe plaja orașului Ustka din voievodatul Pomerania.